# グランドラピッズ・ゴールド
グランドラピッズ・ゴールド（Grand Rapids Gold）は、NBAゲータレード・リーグに加盟しているプロバスケットボールチーム。本拠地はアメリカ合衆国ミシガン州ウォーカー。NBAのデンバー・ナゲッツと提携関係にある。

## 歴史

### 2006-2009：アナハイム・アーセナル
2006年、NBAデベロップメント・リーグの拡張に伴いチーム設立。チーム名をアナハイム・アーセナルとし、2006-07シーズンから参加した。2007-08シーズンには、田臥勇太が同チームに所属していた。

### 2009-2014：スプリングフィールド・アーマー
2009-10シーズンからは本拠地をマサチューセッツ州スプリングフィールドに移し、チーム名をスプリングフィールド・アーマーに改名した。

### 2014-2021：グランドラビッズ・ドライブ
2014年4月、NBAのデトロイト・ピストンズと単独連携を表明。本拠地をミシガン州ウォーカーに移し、チーム名をグランドラピッズ・ドライブに改名した。

### 2021-現在：グランドラピッズ・ゴールド
2021-22シーズンより提携元がデンバー・ナゲッツとなり、チーム名もグランドラピッズ・ゴールドと改名された。

## 歴代所属選手
- 河昇鎭
- 田臥勇太
- ジョーダン・クロフォード
- スペンサー・ディンウィディー
- セクー・ドゥンブヤ
- ヘンリー・エレンソン
- デビン・イーバンクス
- ケイ・フェルダー
- ダラン・ヒリアード
- レイ・マッカラム
- K・J・マクダニエルズ
- ヘンリー・シムズ
- ハシーム・サビート
- マーカス・ソーントン
- アイザイア・ホワイトヘッド
- ギオルギ・ベシャニシュヴィリ
- タリク・ブラック
- アミダ・ブライマー
- ジャレッド・バトラー
- ノリス・コール
- ケネス・ファリード
- コリン・ギレスピー
- ジェイ・ハフ
- ペイトン・ワトソン
- ニック・スタウスカス
- マット・ライアン
- テレンス・ジョーンズ

## 歴代ヘッドコーチ
- レジー・ゲーリー (2006-2008)
- ディー・ブラウン (2009-2011)
- ジェイソン・テリー (2021-2022)
- アンドレ・ミラー (2022-)